# Кахиас, Фернандо
Фернандо Хулио Кахиас де ла Вега (исп. Fernando Julio Cajías de la Vega; родился 28 февраля 1949) — боливийский учёный-историк и политик.
Будучи представителем влиятельной в академическом отношении семьи Кахиас, Фернандо входил в первое поколение профессиональных историков, которые начали работать в Боливии во второй половине XX века. Выпускник и штатный профессор Высшего университета Сан-Андреса, он преподавал искусствоведение и историю культуры, работал научным руководителем докторантуры, а также занимал должность генерального секретаря университета в 1978—1980 годах и декана факультета гуманитарных наук в 1997—2003 годах. Благодаря своей архивной работе он стал директором Национального института истории и литературы, а затем исполнительным директором его головного учреждения — Боливийского института культуры.
Первоначально симпатизировавший консервативным ценностям, Кахиас переориентировался на левую идеологию в период демократических преобразований в стране. В 1977 году он присоединился к Революционному левому движению, в рядах которого был избран представителем Ла-Паса в Палате депутатов на срок 1985—1989 годов, а затем был назначен префектом Ла-Паса с 1989 по 1992 год. После непродолжительной работы послом в Испании (1992—1993) Кахиас вернулся в Боливию, где был избран в муниципальный совет Ла-Паса. Отдалившись от Левого революционного движения из-за своей агитации за внутрипартийное обновление, Кахиас пытался переизбраться в 1995 году от другого фронта левого толка, но не смог сохранить своё место.
Хотя с этого момента Кахиас ушел из политики, он продолжал занимать незначительные государственные должности на протяжении 2000-х годов. В 2004—2005 годах он занимал пост заместителя министра культуры и возглавлял исследовательскую группу в Стратегическом управлении по морским претензиям во время судебного процесса страны против Чили. Кахиас, неудачно баллотировавшийся на пост проректора и ректора в 2004 и 2021 годах соответственно, продолжает работать профессором и исследователем в Высшем университете Сан-Андреса.

## Ранние годы
Фернандо Кахиас родился 28 февраля 1949 года в районе Сопокачи в Ла-Пасе в семье Уаскара Кахиаса и Беатрис де ла Веги. Кахиас вырос в академической среде; его отец, патриарх клана Кахиас, был уважаемым журналистом и интеллектуалом, наиболее известным как основатель и руководитель одного из ведущих периодических изданий второй половины XX века Presencia. Фернандо был старшим из десяти детей в семье: шесть сестёр — Дора, Беатрис, Лупе, Магдалена, Марта Тереса и Исабель — и три брата — Франсиско, Уаскар и Педро. Большинство из гих стали выдающимися авторами, историками, журналистами, педагогами и государственными деятелями.
В период с 1955 по 1967 год Кахиас посещал немецкую школу имени маршала Брауна. После этого он поступил в Высший университет Сан-Андреса (UMSA), где получил дипломы по истории, праву и политологии; его дипломная работа «La Provincia de Atacama, 1825—1842» была опубликована Боливийским институтом культуры в 1975 году. Вместе с другими деятелями Кахиас вошёл в первое поколение профессиональных историков и архивистов страны — в основном учеников известного историка профессора Альберто Креспо Родаса. Вскоре после окончания университета Кахиас отправился в Испанию, где защитил докторскую диссертацию по истории Америки в Университете Севильи.
Вернувшись в Боливию, Кахиас посвятил себя архивной и педагогической деятельности в UMSA, где он работал преподавателем и исследователем, а также занимал пост генерального секретаря университета с 1978 по 1980 год. Кахиас также тесно сотрудничал с Боливийским институтом культуры и его дочерними организациями, занимая должность руководителя исследований, а затем директора Национального института истории и литературы, прежде чем стать исполнительным директором самого Института культуры в 1982 году. Кахиас также возглавлял Боливийское общество истории, был членом Боливийской академии истории и работал советником в Культурном фонде Центрального банка Боливии.

## Политическая карьера
Первоначально консерватор, Кахиас переориентировался на левые взгляды во время борьбы за переход страны к демократии. В 1977 году он присоединился к Революционному левому движению (MIR) в числе прочих «профессоров-миристов» во главе с Креспо. Высланный в Панаму ультраправым режимом Гарсии Месы, Кахиас после восстановления демократического управления вернулся в страну в 1982 году и был избран представлять Ла-Пас в Палате депутатов по партийному списку MIR 1985 года. Он принадлежал ко второму поколению сторонников MIR, чья политическая карьера началась одновременно с падением военных диктатур. Тех, кто проявил себя на своей первой выборной должности, MIR обычно продвигал из нижней палаты в верхнюю. Так было в случае с Кахиасом, который баллотировался на место в Сенате в 1989 году, но, набрав 15,7 % не был избран.
Несмотря на поражение, Кахиас сохранил тесные связи с руководством партии и был назначен префектом Ла-Паса, когда Хайме Пас Самора занял пост президента. После непродолжительного руководства городом, в основном посвящённого возрождению культурных традиций, Кахиас был переназначен на должность посла страны в Испании, где он находился до конца срока полномочий Паса Саморы. По возвращении в Боливию в 1993 году Кахиас был номинирован на пост мэра Ла-Паса. Хотя эта попытка не увенчалась успехом, успехи партии MIR на выборах принесли ему место в муниципальном совете. Поскольку политический имидж MIR был запятнан связями её высокопоставленных членов с наркоторговлей и другими формами коррупции, Кахиас возглавил кампанию по обновлению партии путём исключения таких фигур из руководства. Однако такие позиции вызвали споры среди сторонников партии, что в конечном итоге привело к выходу Кахиаса из MIR из-за неспособности политической силы к внутренней модернизации. В 1995 году он присоединился к «Революционному авангарду 9 апреля» — небольшой левоцентристской партии, состоящей в основном из выходцев из других фронтов, но переизбрания в совет не добился.

## Академическая работа
После поражения в 1995 году Кахиас ушёл из политической жизни, вернувшись к академической среде. Он возобновил преподавание студентам бакалавриата и магистратуры в UMSA, где работал научным руководителем и профессором, курсов по искусствоведению и истории культуры. Занимал должность декана факультета гуманитарных наук. В качестве приглашённого профессора он также читал лекции и курсы в Боливийском католическом университете и других национальных и зарубежных институтах. В 2004 году он безуспешно выдвигался на пост проректора (с Иваном Ирасоке в качестве кандидата в ректоры), проиграв во втором туре Роберто Агилару и Хорхе Окампо. Более десяти лет спустя, в 2021 году, он пытался баллотироваться на пост ректора, но был вынужден снять свою кандидатуру после заражения COVID-19.
В 2004 году, во время президентства Карлоса Месы, Кахиас был назначен на должность заместителя министра культуры. Его выбор отображал характерную черту правительства Месы, в силу академического происхождения самого президента назначавшего на высокие руководящие должности многих учёных, особенно историков. На своём последнем государственном посту Кахиас был назначен директором по исследованиям в Стратегическом директорате по морским претензиям, которому было поручено изучать исторические документы между Боливией и Чили на предмет информации, которая могла бы поддержать судебный процесс страны по территориальному доступу к Тихому океану.

## Личная жизнь
В первом браке Кахиас был обручен с Найей Понсе, министром народного участия в администрации Эдуардо Родригеса Вельце и дочерью известного археолога Карлоса Понсе Санхинеса и антрополога Хулии Элены Фортун. У пары было двое детей: Хосе Габриэль и Вара, который работал хореографом и режиссёром в различных театрах Боливии и Германии. После расставания с Понсе Кахиас женился повторно — на Марии де лос Анхелес Уриосте, от которой у него родилось еще двое детей, Андрес и Ана Каталина.

## Публикации
- Cajías de la Vega, Fernando. La Provincia de Atacama, 1825–1842 :  [исп.]. — La Paz : Instituto Boliviano de Cultura, 1975.
- Cajías de la Vega, Fernando. La Historia de Bolivia y la Historia de la Coca :  [исп.] / Fernando Cajías de la Vega, Magdalena Cajías de la Vega. — Rome : Centro Italiano di Solidarietà, 1995.
- Cajías de la Vega, Fernando. Oruro 1781: Sublevación de Indios y Rebelión Criolla :  [исп.]. — La Paz : Instituto Francés de Estudios Andinos; Instituto de Estudios Bolivianos; ASDI-SAREC, 2004.
- Cajías de la Vega, Fernando. Historia Colonial de La Paz :  [исп.]. — La Paz : Santillana, 2009.
- Cajías de la Vega, Fernando. La Plaza y Región de Churubamba – San Sebastián :  [исп.]. — La Paz : Tecnopor, 2010.